# Rochefortia
Rochefortia es un género de plantas con flores perteneciente a la familia Boraginaceae. Comprende 17 especies descritas y de estas solo 3 aceptadas.

## Descripción
Son árboles pequeños o lianas, con ramas glabras y espinas simples abrazando a las hojas fasciculadas, de 3–5 mm de largo o ausentes, tallos más grandes con espinas 3–5 cm de largo y 1 cm de grueso; plantas dioicas. Hojas angostamente obovadas a elípticas, 8–15 cm de largo y 3–6 cm de ancho, ápice acuminado a agudo, base cuneada a aguda, márgenes enteros, glabras; pecíolos 1.2 cm de largo, muy esparcidamente estrigulosos, sulcados en la superficie adaxial. Inflorescencias cimoso-paniculadas, terminales en ramas o fascículos de hojas, pedúnculos 0.5–6 cm de largo, estrigulosos o puberulentos a glabros; sépalos 5, imbricados, ovados, 1–2 mm de largo, estrigulosos; corola blanca, 5-lobada, lobos 2–3 mm de largo, tubo ca 1 mm de largo, glabro a puberulento; estambres 5, filamentos insertos en la boca del tubo de la corola y libres en los 1–1.5 mm superiores, anteras elipsoidales, 0.5–1 mm de largo; ovario ovoide, 0.5–1 mm de largo, estilos 2, estigmas puberulentos. Frutos drupáceos, 5–9 mm de diámetro, con 4 nuececillas, rojos al madurarse.

## Taxonomía
El género fue descrito por Peter Olof Swartz y publicado en Nova Genera et Species Plantarum seu Prodromus 4, 53. 1788. La especie tipo es: Rochefortia cuneata Sw. 

## Especies aceptadas
A continuación se brinda un listado de las especies del género Rochefortia aceptadas hasta septiembre de 2013, ordenadas alfabéticamente. Para cada una se indica el nombre binomial seguido del autor, abreviado según las convenciones y usos.
- Rochefortia acanthophora (DC.) Griseb.
- Rochefortia lundellii Camp
- Rochefortia spinosa (Jacq.) Urb.